# Platycephala guangxiensis
Platycephala guangxiensis är en tvåvingeart som beskrevs av Shu Wen An och Yang 2004. Platycephala guangxiensis ingår i släktet Platycephala och familjen fritflugor. Inga underarter finns listade i Catalogue of Life.